# Labranda
Pour les articles homonymes, voir Labrande.
Dans l'Antiquité, Labranda (en grec ancien Λάϐραυνδα), Labrande, Labraunda ou Labraynda était une cité grecque d'Asie mineure. Ses ruines sont à environ treize km par la route, au nord de Mylasa (Milas) chef-lieu de district dans la province de Muğla en Turquie. C’était le centre religieux de Mylasa et un centre de pèlerinage pour toute la Carie qui existait déjà au Ve siècle av. J.-C. Une voie sacrée reliait Mylasa à Labranda.
Le site fait l’objet de fouilles menées par des Suédois depuis 1948 ; à cette époque, l'archéologue Axel Waldemar Persson (1888-1951) cherchait à prouver les liens commerciaux et culturels entre le monde minoen et les civilisations d'Anatolie. Un « site Internet consacré à ces fouilles » propose une « carte du site ». Une exposition virtuelle réalisée par Paris Sciences et Lettres présente le site archéologique, son contexte historique et les recherches qui y sont menées.

## Le site
On honorait à Labranda une divinité appelée Zeus de Labranda. Ce dieu est représenté avec une hache double appelée labrys dans la main de Zeus en place du foudre habituel. Plutarque évoque un mythe qui expliquerait l’origine de cette hache double :

« Héraclès, après avoir tué Hippolyte, lui enleva, avec le reste de son armure, une hache dont il fit présent à Omphale. Les rois de Lydie, successeurs d'Omphale, la portèrent depuis comme un ornement sacré, jusqu'à Candaule, qui, se souciant peu de cette marque de dignité, la fit porter par un de ses courtisans. Lorsque Gygès se révolta contre ce prince et lui déclara la guerre, Arsélis, roi de Mylasa, vint avec des troupes au secours du rebelle, tua Candaule et l'officier qui portait la hache. Arsélis l'emporta dans la Carie avec beaucoup d'autres dépouilles, fit faire une statue de Jupiter, lui mit cette hache à la main, et donna à ce dieu le surnom de Labrandéen. Labra, en langue lydienne, signifie hache. »

— Plutarque, Œuvres morales [détail des éditions] [lire en ligne], Questions grecques, 45.
Hérodote raconte que les Cariens se sont réfugiés dans le temple dédié à Zeus Stratios (en grec ancien : Διὸς Στρατίου, Zeus stratège/guerrier/des armées) à Labranda pour fuir l’invasion des Perses.
Strabon cite Labranda dans sa description des environs de Mylasa. Il situe Labranda à soixante-huit stades (soit environ treize km) de Mylasa, sur la route menant à Alabanda.
Le satrape Idrieus, frère de Mausole, a réaménagé le temple de Zeus et y a sa tombe (IVe siècle av. J.-C.). Pline l'Ancien fait cette curieuse remarque : « Dans la fontaine de Zeus Labrandéen, les anguilles mangent à la main ; elles portent en outre des boucles d'oreilles. » Cela suggère qu'il y avait là un oracle rendu selon que les anguilles venaient, ou non, manger la nourriture qu'on leur proposait.
Deux aqueducs construits pendant la période byzantine amenaient l’eau de Labranda jusque dans la ville. Le long de la voie sacrée menant de Mylasa à Labranda, des sources à l'usage des pèlerins faisaient l'objet d'abris de protection. L'eau de Labranda est maintenant vendue en bouteilles en plastique par une firme dépendant de la municipalité de Milas appelée Labranda Su.